# جان ارون
جان ارون (انگلیسی: John Aaron؛ زادهٔ ۱۹۴۳) یک سیاستمدار اهل ایالات متحده آمریکا است. وی قبلاً یکی از مهندسین ناسا و کنترل گر پرواز در طی برنامه فضایی آپولو بود.

## اوایل زندگی
جان ارون در ولینگتون، تگزاس به دنیا آمد. او جوان‌ترین فرد در خانواده بود. مادرش وزیر و پدرش گاوداری داشت.